# Florent Manaudou
Florent Manaudou (Villeurbanne, 12 de noviembre de 1990) es un deportista francés que compite en natación. Es hermano de la nadadora Laure Manaudou.
Participó en cuatro Juegos Olímpicos de Verano, obteniendo en total seis medallas, oro en Londres 2012 (50 m libre), dos platas en Río de Janeiro 2016 (50 m libre y 4 × 100 m libre), plata en Tokio 2020 (50 m libre) y dos de bronce en París 2024, en 50 m libre y 4 × 100 m estilos.
Ganó cuatro medallas de oro en el Campeonato Mundial de Natación, en los años 2013 y 2015, y nueve medallas en el Campeonato Mundial de Natación en Piscina Corta, en los años 2012 y 2022.
Además, obtuvo siete medallas en el Campeonato Europeo de Natación, en los años 2014 y 2016, y diez medallas en el Campeonato Europeo de Natación en Piscina Corta entre los años 2012 y 2023.
En 2013 fue nombrado caballero de la Legión de Honor.
Después de los Juegos Olímpicos de Río de Janeiro 2016, decidió dejar provisionalmente la natación para jugar profesionalmente balonmano. En marzo de 2019 regresó a la natación con el objetivo de competir en los Juegos Olímpicos de Tokio 2020.
Fue el abanderado de Francia en la ceremonia de apertura de los Juegos Olímpicos de París 2024 junto con la atleta Mélina Robert-Michon.
En 2025 participó en el concurso de televisión de TF1 Danse avec les stars, versión francesa del programa Bailando con las estrellas.

## Palmarés internacional
| Juegos Olímpicos                    | Juegos Olímpicos        | Juegos Olímpicos  | Juegos Olímpicos       |
| Año                                 | Lugar                   | Medalla           | Prueba                 |
| ----------------------------------- | ----------------------- | ----------------- | ---------------------- |
| 2012                                | Londres (Reino Unido)   | Medalla de oro    | 50 m libre             |
| 2016                                | Río de Janeiro (Brasil) | Medalla de plata  | 50 m libre             |
| 2016                                | Río de Janeiro (Brasil) | Medalla de plata  | 4 × 100 m libre        |
| 2020                                | Tokio (Japón)           | Medalla de plata  | 50 m libre             |
| 2024                                | París (Francia)         | Medalla de bronce | 50 m libre             |
| 2024                                | París (Francia)         | Medalla de bronce | 4 × 100 m estilos      |
| Campeonato Mundial                  |                         |                   |                        |
| Año                                 | Lugar                   | Medalla           | Prueba                 |
| 2013                                | Barcelona (España)      | Medalla de oro    | 4 × 100 m libre        |
| 2015                                | Kazán (Rusia)           | Medalla de oro    | 50 m libre             |
| 2015                                | Kazán (Rusia)           | Medalla de oro    | 50 m mariposa          |
| 2015                                | Kazán (Rusia)           | Medalla de oro    | 4 × 100 m libre        |
| Campeonato Mundial en Piscina Corta |                         |                   |                        |
| Año                                 | Lugar                   | Medalla           | Prueba                 |
| 2012                                | Estambul (Turquía)      | Medalla de plata  | 50 m libre             |
| 2012                                | Estambul (Turquía)      | Medalla de bronce | 50 m braza             |
| 2014                                | Doha (Catar)            | Medalla de oro    | 50 m libre             |
| 2014                                | Doha (Catar)            | Medalla de oro    | 50 m espalda           |
| 2014                                | Doha (Catar)            | Medalla de oro    | 4 × 100 m libre        |
| 2014                                | Doha (Catar)            | Medalla de plata  | 100 m libre            |
| 2014                                | Doha (Catar)            | Medalla de plata  | 4 × 50 m estilos       |
| 2014                                | Doha (Catar)            | Medalla de bronce | 4 × 100 m estilos      |
| 2022                                | Melbourne (Australia)   | Medalla de oro    | 4 × 50 m libre mixto   |
| Campeonato Europeo                  |                         |                   |                        |
| Año                                 | Lugar                   | Medalla           | Prueba                 |
| 2014                                | Berlín (Alemania)       | Medalla de oro    | 50 m libre             |
| 2014                                | Berlín (Alemania)       | Medalla de oro    | 100 m libre            |
| 2014                                | Berlín (Alemania)       | Medalla de oro    | 50 m mariposa          |
| 2014                                | Berlín (Alemania)       | Medalla de oro    | 4 × 100 m libre        |
| 2016                                | Londres (Reino Unido)   | Medalla de oro    | 50 m libre             |
| 2016                                | Londres (Reino Unido)   | Medalla de oro    | 4 × 100 m libre        |
| 2016                                | Londres (Reino Unido)   | Medalla de plata  | 4 × 100 m estilos      |
| Campeonato Europeo en Piscina Corta |                         |                   |                        |
| Año                                 | Lugar                   | Medalla           | Prueba                 |
| 2012                                | Chartres (Francia)      | Medalla de oro    | 50 m libre             |
| 2012                                | Chartres (Francia)      | Medalla de oro    | 4 × 50 m libre         |
| 2012                                | Chartres (Francia)      | Medalla de oro    | 4 × 50 m estilos       |
| 2012                                | Chartres (Francia)      | Medalla de oro    | 4 × 50 m libre mixto   |
| 2012                                | Chartres (Francia)      | Medalla de oro    | 4 × 50 m estilos mixto |
| 2019                                | Glasgow (Reino Unido)   | Medalla de plata  | 50 m libre             |
| 2019                                | Glasgow (Reino Unido)   | Medalla de bronce | 4 × 50 m libre mixto   |
| 2023                                | Otopeni (Rumania)       | Medalla de plata  | 50 m libre             |
| 2023                                | Otopeni (Rumania)       | Medalla de plata  | 4 × 50 m estilos mixto |
| 2023                                | Otopeni (Rumania)       | Medalla de bronce | 4 × 50 m libre mixto   |